# Bernhard Sorg
Bernhard Sorg (* 20. August 1948 in Fulda) ist ein deutscher Germanist und Literaturwissenschaftler.

## Leben
Nach der Promotion zum Dr. phil. in Gießen 1973 und Habilitation an der Universität Bonn 1982 wurde er Professor in Bonn 1999.

## Schriften (Auswahl)
- Zur literarischen Schopenhauer-Rezeption im 19. Jahrhundert. Heidelberg 1975, ISBN 3-533-02401-6.
- Thomas Bernhard. München 1977, ISBN 3-406-06269-5.
- Das lyrische Ich. Untersuchungen zu deutschen Gedichten von Gryphius bis Benn. Tübingen 1985, ISBN 3-484-18080-3.
- Der Künstler als Misanthrop. Zur Genealogie einer Vorstellung. Tübingen 1989, ISBN 3-484-32051-6.